# 光地区消防組合
光地区消防組合（ひかりちくしょうぼうくみあい）は、山口県光市、周南市、熊毛郡田布施町の2市1町で構成する一部事務組合（消防組合）。

## 管内の現況
- 管内の人口 - 81,703人
  - 光市 - 51,081人
  - 田布施町 - 15,271人
  - 周南市（旧熊毛町域）- 15,351人

2019年（平成31年）4月1日現在
- 管内の世帯数 - 37,089世帯
  - 光市 - 23,318世帯
  - 田布施町 - 7,013世帯
  - 周南市（旧熊毛町域）- 6,758世帯

2019年（平成31年）4月1日現在
- 管内の面積 - 213.05 km2
  - 光市 - 92.13 km2
  - 田布施町 - 50.42 km2
  - 周南市（旧熊毛町域）- 70.50 km2

2019年（平成31年）4月1日現在

## 消防署
| 消防署     | 郵便番号   | 所在地                              |
| ---------- | ---------- | ----------------------------------- |
| 中央消防署 | 〒743-0011 | 山口県光市光井六丁目16番1号         |
| 東出張所   | 〒742-1503 | 山口県熊毛郡田布施町大字宿井1091番1 |
| 北出張所   | 〒745-0612 | 山口県周南市大字呼坂10009番2        |

## 沿革
- 1951年（昭和26年）3月31日 - 光市消防本部が発足する[1]。
- 1968年（昭和43年）10月1日 - 救急業務を開始する[1]。
- 1972年（昭和47年）7月1日 - 光地区消防組合（光市、田布施町、大和町、熊毛町で構成）が発足する[1]。
- 1973年（昭和48年）3月31日 - 光地区消防組合が業務を開始する[1]。
- 1982年（昭和57年）6月18日 - 光地区消防音楽隊を設置する[1]。
- 1984年（昭和59年）4月1日 - 水難救助隊を編成する[1]。
- 1995年（平成7年）4月1日 - 組織改正により光消防署が中央消防署、城南出張所が東消防署、呼坂出張所が北消防署となる[1]。
- 2003年（平成15年）4月21日 - 周南市発足に伴い、光地区消防組合の構成自治体が光市、周南市、田布施町、大和町の2市2町となる[1]。
- 2004年（平成16年）10月4日 - 光市と大和町が合併し、構成自治体が光市、周南市、田布施町の2市1町となる。
- 2016年（平成28年）4月1日 - 消防救急デジタル無線の運用を開始する[1]。
- 2017年（平成29年）3月28日 - 高機能消防指令センターでの指令業務を開始する[1]。

## 組織
- 消防長（消防監）
  - 消防次長（消防司令長）
    - 総務課 - 庶務係、会計係、企画教養担当係
    - 予防課 - 指導係、危険物係
    - 警防課 - 警防係、救急係、指令第1係、指令第2係、指令第3係
    - 中央消防署 - 警防第1係、警防第2係、警防第3係、救急第1係、救急第2係、救急第3係
    - 東消防署 - 警防第1係、警防第2係、警防第3係
    - 北消防署 - 警防第1係、警防第2係、警防第3係

2019年（平成31年）4月1日現在

## 配置車両
| 配置車両               | 配置台数 |
| ---------------------- | -------- |
| 消防ポンプ自動車       | 4        |
| 水槽付消防ポンプ自動車 | 5        |
| 化学消防車             | 1        |
| 屈折はしご自動車       | 1        |
| 救助工作車             | 1        |
| 高規格救急自動車       | 5        |
| 指揮車                 | 1        |
| 広報車                 | 4        |
| その他車両             | 4        |

2019年（平成31年）4月1日現在

## 消防団

### 団員数
- 光市消防団 - 518人
- 周南市消防団（熊毛地域のみ）- 199人
- 田布施町消防団 - 157人

2019年（平成31年）4月1日現在